# 第63回カンヌ国際映画祭
第63回カンヌ国際映画祭（だい63かいカンヌこくさいえいがさい）は、2010年5月12日から23日までの開催された。
コンペティション部門の審査委員長はアメリカ合衆国の映画監督であるティム・バートンが務める。2010年3月26日、リドリー・スコット監督の映画『ロビン・フッド』がオープニング作品になると発表された。フランス通信社、ロイター、AP通信、ゲティTVらが、報道規制をめぐる論争のために本映画祭をボイコットした。

## 受賞結果
- パルム・ドール：『ブンミおじさんの森』（アピチャートポン・ウィーラセータクン）
- グランプリ：『神々と男たち』（グザヴィエ・ボーヴォワ）
- 審査員賞：『終わりなき叫び』（マハマト＝サレ・ハルーン）
- 監督賞：マチュー・アマルリック（『さすらいの女神たち』）
- 男優賞：ハビエル・バルデム（『ビューティフル BIUTIFUL』）、エリオ・ジェルマーノ（『我らの生活』）
- 女優賞：ジュリエット・ビノシュ（『トスカーナの贋作』）
- 脚本賞：イ・チャンドン （『ポエトリー アグネスの詩』）
- カメラ・ドール：マイケル・ロウ（『Año Bisiesto』）
- ある視点賞：『ハハハ』（ホン・サンス）

## 審査員

### コンペティション部門
- ティム・バートン （委員長、 アメリカ合衆国、映画監督)[7]
- アルベルト・バーバラ （ イタリア、撮影監督）
- ケイト・ベッキンセイル （ イングランド、女優）
- エマニュエル・カレール （ フランス、作家・脚本家・映画監督）
- ベニチオ・デル・トロ （ プエルトリコ、俳優）
- アレクサンドル・デプラ （ フランス、作曲家）
- ビクトル・エリセ （ スペイン、映画監督）
- シェーカル・カプール （ インド、映画監督）
- ジョヴァンナ・メッツォジョルノ （ イタリア、俳優）

## 上映作品

### コンペティション部門
パルム・ドールは次の映画が争った。
| 邦題 原題                             | 監督                                   | 製作国         |
| ------------------------------------- | -------------------------------------- | -------------- |
| さすらいの女神たち Tournée            | マチュー・アマルリック                 | フランス       |
| 神々と男たち Des hommes et des dieux  | グザヴィエ・ボーヴォワ                 | フランス       |
| Hors-la-loi                           | ラシッド・ブシャール                   | アルジェリア   |
| BIUTIFUL ビューティフル Biutiful      | アレハンドロ・ゴンサレス・イニャリトゥ | メキシコ       |
| 終わりなき叫び Un homme qui crie      | マハマト＝サレ・ハルーン               | チャド         |
| ハウスメイド 하녀                     | イム・サンス                           | 韓国           |
| トスカーナの贋作 Copie conforme       | アッバス・キアロスタミ                 | フランス       |
| アウトレイジ                          | 北野武                                 | 日本           |
| ポエトリー アグネスの詩 시            | イ・チャンドン                         | 韓国           |
| 家族の庭 Another Year                 | マイク・リー                           | イギリス       |
| フェア・ゲーム Fair Game              | ダグ・リーマン                         | アメリカ合衆国 |
| ルート・アイリッシュ Route Irish      | ケン・ローチ                           | イギリス       |
| Счастье мое                           | セルゲイ・ロスニツァ                   | ウクライナ     |
| 我らの生活 La nostra vita             | ダニエレ・ルケッティ                   | イタリア       |
| 戦火のナージャ Утомлённые солнцем 2   | ニキータ・ミハルコフ                   | ロシア         |
| SZELÍD TEREMTÉS – A Frankenstein Terv | コーネル・ムンドルッソ                 | ハンガリー     |
| La princesse de Montpensier           | ベルトラン・タヴェルニエ               | フランス       |
| 重慶ブルース 日照重慶                 | ワン・シャオシュアイ                   | 中国           |
| ブンミおじさんの森 ลุงบุญมีระลึกชาติ       | アピチャッポン・ウィーラセタクン       | タイ           |

### ある視点部門
| 邦題 原題                                            | 監督                            | 製作国         |
| ---------------------------------------------------- | ------------------------------- | -------------- |
| Pál Adrienn                                          | アンジュ・コシ                  | ハンガリー     |
| Aurora                                               | Cristi Puiu                     | ルーマニア     |
| ブルーバレンタイン Blue Valentine                    | デレク・シアンフランス          | アメリカ       |
| Chatroom/チャットルーム Chatroom                     | 中田秀夫                        | 日本/ イギリス |
| Unter dir die Stadt                                  | クリストフ・ホーホホイスラー    | ドイツ         |
| ゴダール・ソシアリスム Film Socialisme               | ジャン＝リュック・ゴダール      | フランス       |
| ハハハ 하 하 하                                      | ホン・サンス                    | 韓国           |
| 胸騒ぎの恋人 Les amours imaginaires                  | グザヴィエ・ドラン              | カナダ         |
| Life Above All                                       | オリヴァー・シュミッツ          | 南アフリカ     |
| Los labios                                           | ワン・フント サンティアゴ・ロサ | アルゼンチン   |
| Octubre                                              | ダニエル・ベガ                  | ペルー         |
| 消えたシモン・ヴェルネール Simon Werner a disparu... | ファブリス・ゴベール            | フランス       |
| Rebecca H.                                           | ロッジ・ケリガン                | フランス       |
| R U There                                            | デビッド・ヴェルビーク          | 台湾           |
| O estranho caso de Angélica                          | マノエル・デ・オリヴェイラ      | ポルトガル     |
| Marţi, după Crăciun                                  | ラドゥ・ムンテアン              | ルーマニア     |
| Udaan                                                | ビクラマディヤ・モトワヌ        | インド         |

### 特別招待作品
次の映画はコンペティション外で上映された。
| 邦題 原題                                             | 監督                     | 製作国   |
| ----------------------------------------------------- | ------------------------ | -------- |
| ロビン・フッド Robin Hood                             | リドリー・スコット       | アメリカ |
| 恋のロンドン狂騒曲 You Will Meet a Tall Dark Stranger | ウディ・アレン           | アメリカ |
| タマラ・ドゥルー 〜恋のさや当て〜 Tamara Drewe        | スティーヴン・フリアーズ | イギリス |
| ウォール・ストリート Wall Street: Money Never Sleeps  | オリバー・ストーン       | アメリカ |